# Wang Zongyuan
Pour les articles homonymes, voir Wang.
Dans ce nom chinois, le nom de famille, Wang, précède le nom personnel Zongyuan.
Wang Zongyuan (chinois traditionnel : 王宗源 ; pinyin : Wáng Zōngyuán), né le 24 octobre 2001 à Xiangyang) est un plongeur chinois.

## Carrière sportive
En 2019, Wang obtient trois titres aux Jeux mondiaux militaires de Wuhan (tremplin 1 m, 3 m synchro, concours par équipes) et devient champion du monde sur le tremplin individuel de 1 m aux Championnats du monde de Gwangju.
Pour les Jeux olympiques de Tokyo en 2021, il est sacré champion olympique en synchronisé à 3 mètres avec Xie Siyi et sera seulement devancé par son coéquipier sur l'épreuve individuel. Il conserve son titre de plongeon synchronisé à 3 mètres lors des Jeux olympiques de Paris en 2024, cette fois avec Long Daoyi en partenaire.

## Palmarès

### Jeux olympiques
- Jeux olympiques d'été de 2024 à Paris  France
  -  Médaille d’or en plongeon synchronisé à 3 mètres hommes (avec Long Daoyi)

- Jeux olympiques d'été de 2020 à Tokyo  Japon
  -  Médaille d’or en plongeon synchronisé à 3 mètres hommes (avec Xie Siyi)
  -  Médaille d'argent en plongeon tremplin à 3 mètres hommes

### Championnats du monde
- Championnats du monde de natation 2019 à Gwangju  Corée du Sud :
  -  Médaille d'or du plongeon individuel à 1 m.
- Championnats du monde de natation 2022 à Budapest  Hongrie :
  -  Médaille d'or du plongeon individuel à 1 m.
  -  Médaille d'or du plongeon individuel à 3 m.
  -  Médaille d'or du plongeon synchronisé à 3 m.
- Championnats du monde de natation 2023 à Fukuoka  Japon :
  -  Médaille d'or du plongeon individuel à 3 m.
  -  Médaille d'or du plongeon synchronisé à 3 m.
- Championnats du monde de natation 2024 à Doha  Qatar :
  -  Médaille d'or du plongeon individuel à 3 m.
  -  Médaille d'or du plongeon synchronisé à 3 m.